# Illecebrum
- Commons
- Wikispecies

Illecebrum L. é um género botânico pertencente à família Caryophyllaceae.

## Sinonímia
- Alternanthera Forssk.

## Espécies
- Illecebrum capitatum
- Illecebrum monsonia
- Illecebrum obliquum
- Illecebrum paronychia
- Illecebrum sibiricum
- Illecebrum verticillatum
- Lista completa

## Classificação do gênero
| Sistema | Classificação                      | Referência               |
| ------- | ---------------------------------- | ------------------------ |
| Linné   | Classe Pentandria, ordem Monogynia | Species plantarum (1753) |